# Cäsarfelsen (Teufelsmauer)

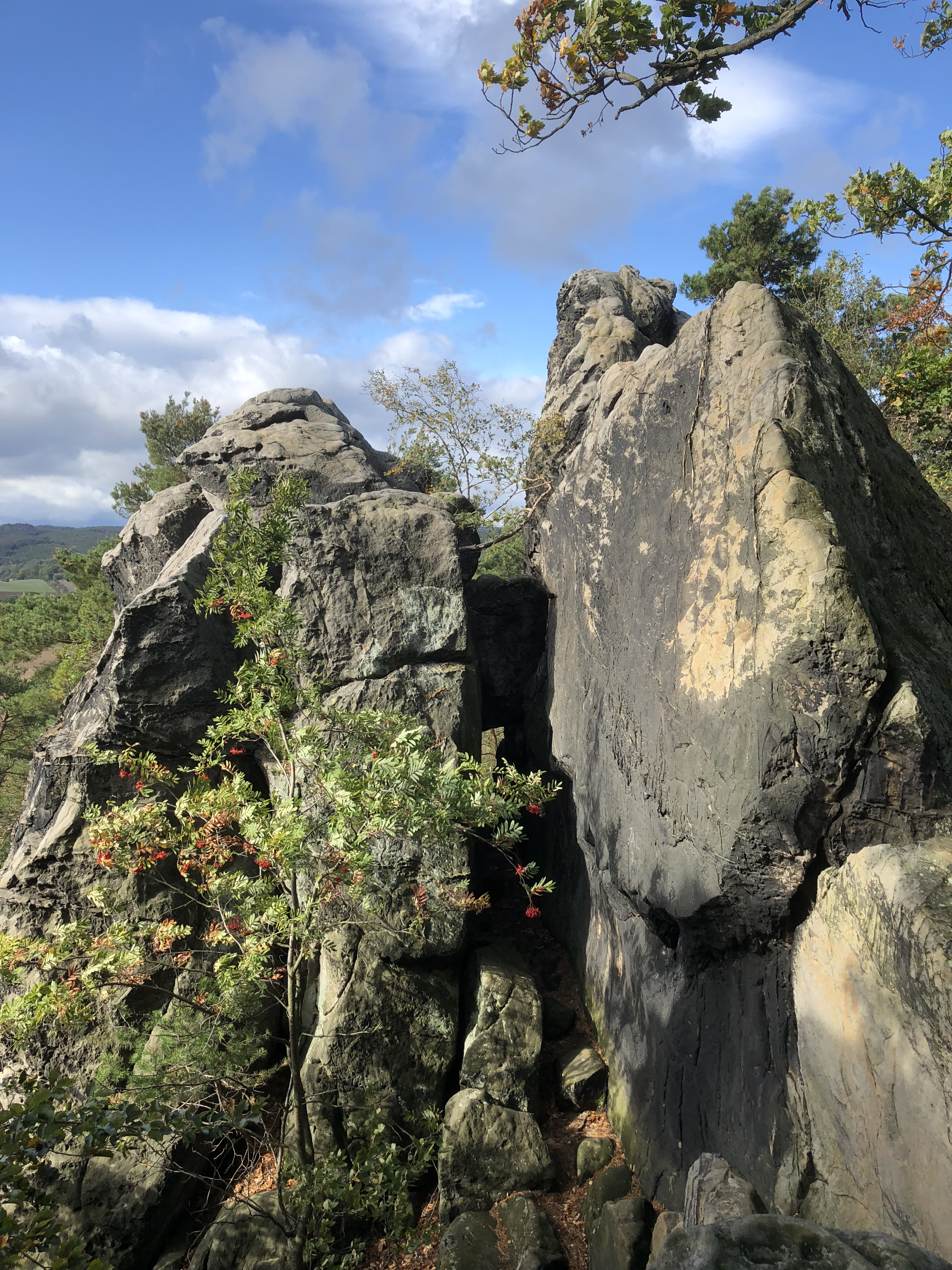
Cäsarfelsen, Blick von Osten, 2019

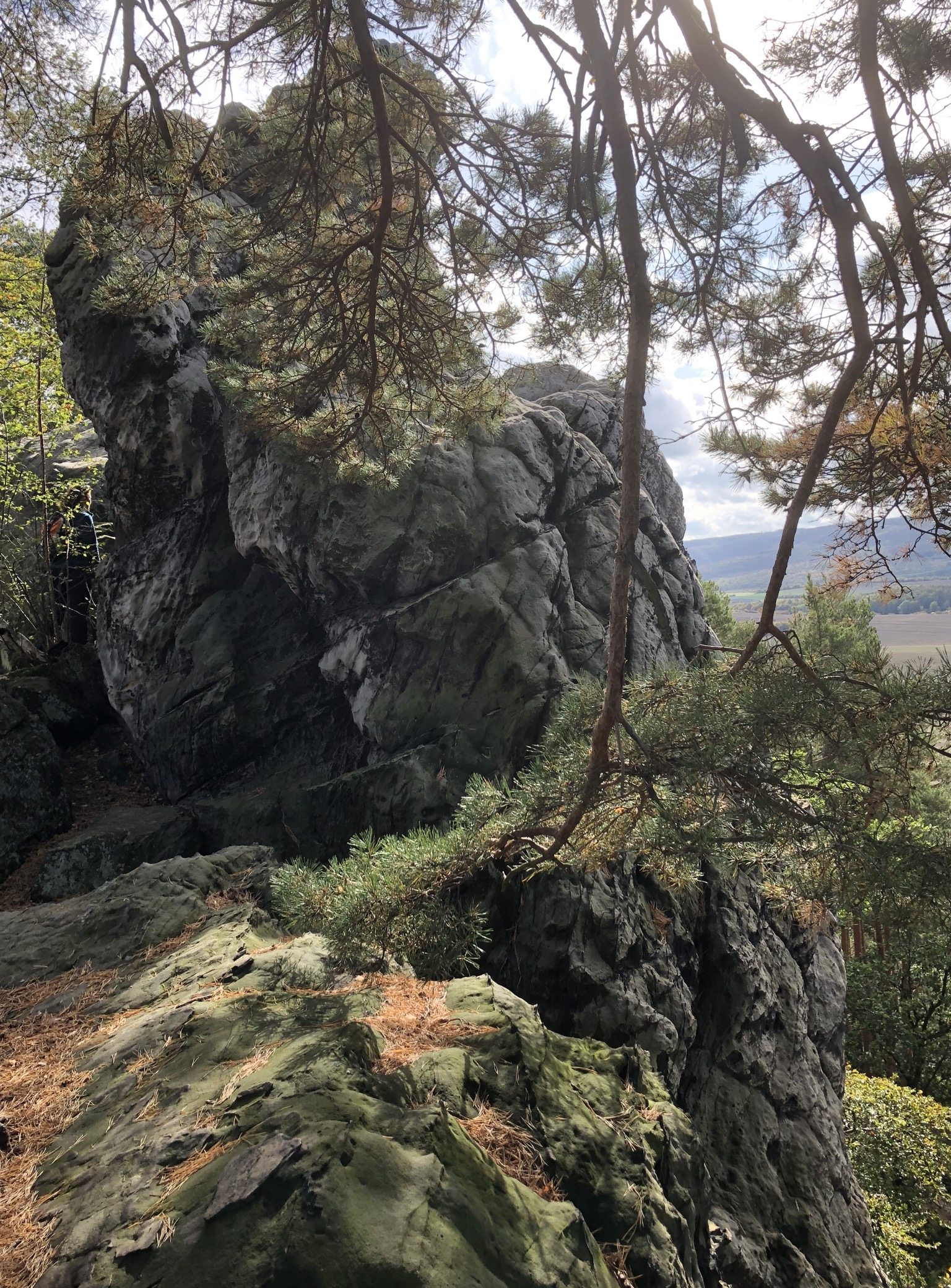
Blick von Westen

Der Cäsarfelsen ist eine markante Felsformation im westlichen Teil der Teufelsmauer im nördlichen Harzvorland bei Blankenburg im Landkreis Harz, Sachsen-Anhalt.
Der Felsen befindet sich direkt am Kamm der Teufelsmauer. Nördlich am Cäsarfelsen führt der Kammweg entlang, auf dem etwas weiter westlich die Teufelssessel erreicht werden können. Bemerkenswert ist ein beim Blick von Osten erkennbarer Felsblock, der in einer Spalte des Cäsarfelsens eingeklemmt ist.
An einem Baum etwas nordwestlich des Cäsarfelsens befindet sich ein Schild mit dem Namen Cäsarfelsen.